# John Tyler
John Tyler jr. (Charles City County, Virginia, 29 maart 1790 – Richmond, Virginia, 18 januari 1862) was een Amerikaans politicus en slavenhouder. Hij was de 10e president van de Verenigde Staten. Eerder was hij de 10e vicepresident van de Verenigde Staten onder president William Henry Harrison, maar na diens vroegtijdig overlijden werd Tyler na één maand al beëdigd als president. Daarvoor was hij gouverneur van Virginia, senator en lid van het Huis van Afgevaardigden.

## Levensloop

### Jeugd en vroege carrière
Tyler kwam voort uit een aristocratische familie. Zijn vader was een vriend van Thomas Jefferson, zat in het Huis van Afgevaardigden van de staat Virginia en was later gouverneur van diezelfde staat. Hij studeerde rechten en werd op 19-jarige leeftijd tot de balie toegelaten. Twee jaar later maakte hij zijn entree in de politiek met zijn verkiezing in het Huis van Afgevaardigden van Virginia. Daarvan was hij vijf jaar lid. Tyler moest weinig weten van de Britten, net als de meeste van zijn tijdgenoten. Toen tijdens de Oorlog van 1812 Hampton bezet werd en er een aanval dreigde op Richmond, de hoofdstad van zijn thuisstaat, organiseerde Tyler een kleine militie, maar een aanval bleef uit. In dezelfde periode overleed Tylers vader en erfde hij diens plantage, inclusief dertien slaven.

### Lid Huis van Afgevaardigden
In het Huis van Afgevaardigden kwam in eind 1816 tussentijds een zetel vrij. Tyler stelde zich verkiesbaar en won de verkiezingen namens de Democratisch-Republikeinse Partij. Deze partij wilde dat de federale overheid meer (financiële) steun zou geven aan binnenlandse verbeteringen van de infrastructuur, zoals de havens en de aanleg van (spoor)wegen. Tyler hield echter vast aan zijn eigen opvattingen dat de individuele staten verantwoordelijk waren voor die verbetering en zelf de kosten dienden te dragen. Hij nam een overeenkomstig standpunt in wat betreft de slavernij. Hij zag slavernij als slecht en deed geen poging om zich te rechtvaardigen, maar heeft ook nooit een van zijn eigen slaven de vrijheid gegund, hoewel hij goed voor ze zorgde en geen geweld tegen hen gebruikte. Hij vond dat de federale overheid weg moest blijven van het onderwerp en dat het een keuze van de individuele staten was of slavernij wel of niet werd toegestaan.
Tyler stemde daarom in 1820 ook tegen het Missouri-compromis. Dit compromis draaide om de toetreding van Missouri tot de Unie. In Missouri was de slavernij toegestaan. In de Senaat was het aantal staten waar slavernij wel en niet was toegestaan in evenwicht, maar dat zou anders komen te liggen met de toetreding van Missouri. Door het compromis zou Maine worden afgesplitst van Massachusetts en als aparte staat, waar slavernij verboden was, toetreden tot de Unie, waarmee de balans werd hersteld. Ondanks Tylers tegenstem werd het compromis aangenomen. In 1821 besloot hij zich niet meer verkiesbaar te stellen en keerde terug naar zijn rechtenpraktijk.

### Gouverneur van Virginia
Na twee jaar begon het advocatenvak weer te vervelen en stelde Tyler zich opnieuw - met succes - verkiesbaar voor het Huis van Afgevaardigden als afgevaardigde van Virginia. Zijn reputatie groeide en in december 1825 koos de Wetgevende Vergadering van Virginia hem als nieuwe gouverneur. Onder de oude grondwet van Virginia had hij weinig macht, hij kon zelfs geen veto over wetten uitspreken. Zijn meest opvallende optreden was de begrafenisrede na het overlijden van oud-president Thomas Jefferson.
De Wetgevende Vergadering van Virginia moest in januari 1827 beslissen of ze de zittende senator John Randolph een nieuwe termijn zou gunnen. Deze verschilde qua standpunten niet veel van Tyler, maar had ook politieke vijanden gemaakt vanwege zijn instabiele karakter en felle tegenstand tegen president John Quincy Adams en senator Henry Clay. Hun politieke bondgenoten zochten een acceptabel alternatief voor Randolph en kwam bij Tyler uit. Deze weigerde eerst om zich kandidaat te stellen, maar de politieke druk groeide, hij zwichtte en won de verkiezing met een paar stemmen meer ten koste van Randolph.

### Senator
Tegelijk met Tylers verkiezing in de Senaat was ook de presidentscampagne gaande. De zittende president John Quincy Adams werd uitgedaagd door Andrew Jackson. De Democratische-Republikeinse Partij viel uit elkaar in de Nationaal-Republikeinen die Adams steunden en de Democraten die Jackson steunden. Tyler had niet veel vertrouwen in Adams omdat die geloofde in een sterke federale overheid. Hij was bang dat Jackson hetzelfde zou doen, maar had wel meer vertrouwen in hem zodat deze op zijn steun kon rekenen.

Jackson werd gekozen als president en Tyler kwam in de Senaat al vrij snel met hem in botsing. Hij was het er niet mee eens dat de nieuwe president veel vrienden en politieke bondgenoten voordroeg voor belangrijke overheidsposities en stemde tegen veel van diens voordrachten. Hij had vooral moeite met de benoeming tijdens een reces van drie commissarissen die met het Ottomaanse Rijk over een handelsverdrag moesten onderhandelen. Ondanks zijn bezwaren tegen diens beleid bleef Tyler op relatief goede voet staan met de president. Hij steunde Jackson toen deze zich in 1832 met succes herkiesbaar stelde.

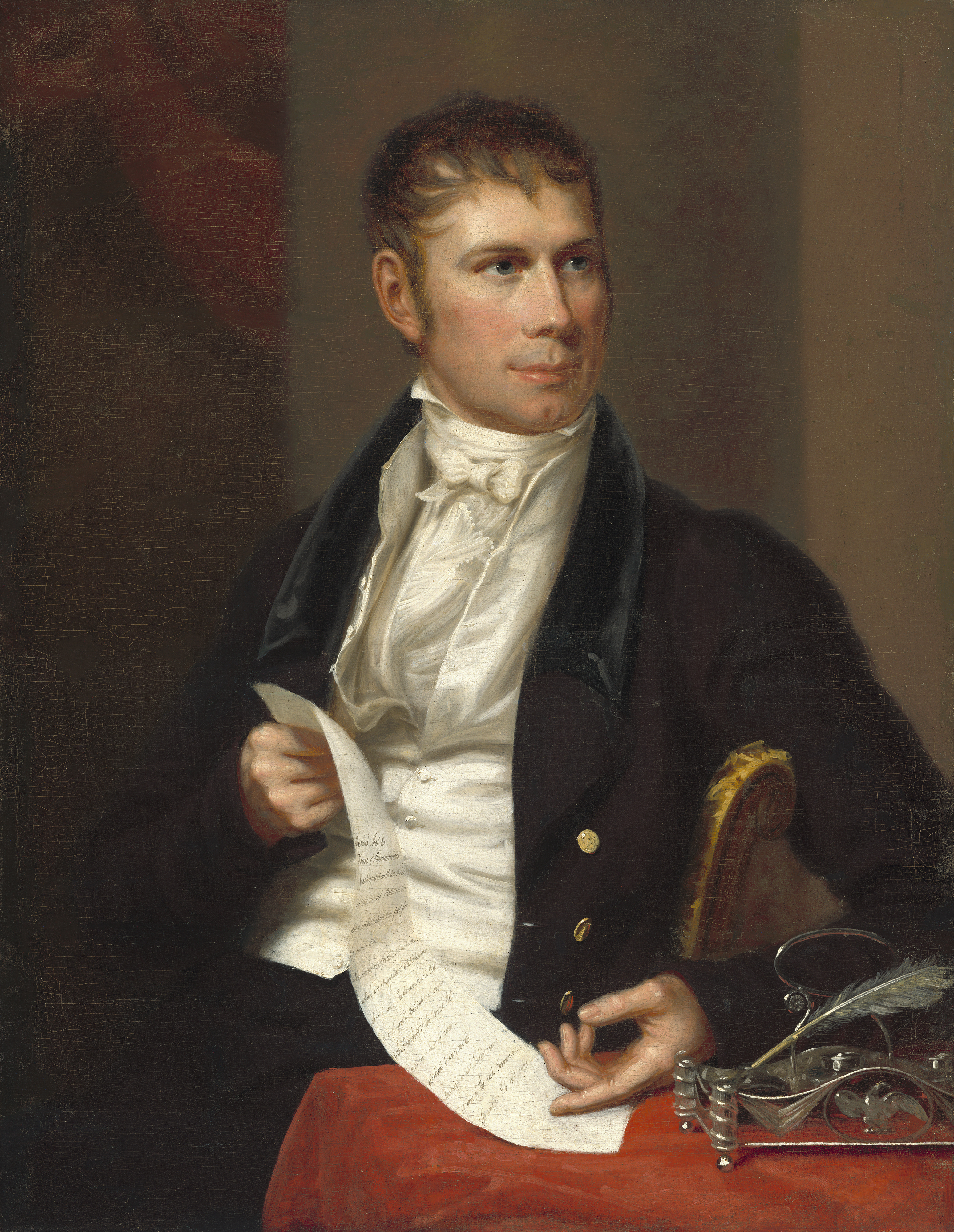
Henry Clay, olieverfschilderij (1821) door Charles Bird King, National Gallery of Art

Aan het begin van Jacksons tweede termijn raakte de federale overheid in een conflict met de staat South Carolina. In antwoord op tarieven die op sommige handelswaren werden geheven, beriep South Carolina zich op Nullification, het recht van een staat om wetten niet te handhaven als die het staatsbelang niet dienden. South Carolina verklaarde de Tariff Acts van 1828 en 1832 nietig binnen hun eigen grenzen. Jackson stuurde gewapende eenheden om de federale wetten te handhaven terwijl South Carolina dreigde zich af te zullen scheiden van de Unie. Tyler was het niet eens met dat gewapende ingrijpen, hij maakte dat duidelijk kenbaar en in de periode daarna vervreemde hij verder van de president. Hij voegde zich bij de nieuwe Whig Party die door Henry Clay was gevormd. Door zijn partijgenoten werd Tyler in 1833 gekozen als President pro tempore van de Senaat.
Kort daarna kregen de Democraten de macht in het Huis van Afgevaardigden van Virginia. In de Senaat was op dat moment een motie van afkeuring tegen president Jackson in de maak. Het Huis van Afgevaardigden van Virginia kon Tyler de instructie geven om voor te stemmen, iets waar hij zich helemaal niet in kon vinden. Eerder had Tyler als staatspoliticus ingestemd met een motie van afkeuring tegen twee politici die een instructie naast zich hadden neergelegd. Hij bevond zich in een lastige positie, diende daarom in februari 1836 zijn ontslag in en verliet de Senaat.

### Vicepresident
Tylers naam werd begin 1835 al genoemd als kandidaat voor het vicepresidentschap. De Whig-partij was nog niet georganiseerd genoeg om één nationale conventie te houden. In plaats daarvan nomineerden ze drie kandidaten, die elk in hun eigen regio een grote populariteit genoten. In een paar staten werd gekozen voor Tyler als running mate. Daarmee hoopten ze de Democratische genomineerde en zittend vicepresident Martin van Buren een meerderheid te onthouden in het Kiescollege, waarna het Huis van Afgevaardigden zou moeten beslissen. Tyler hoopte dat hij zou eindigen als een van de twee kandidaten voor het vicepresidentschap met de meeste stemmen en dat, wanneer het Kiescollege niet tot een beslissing kon komen en de Senaat vervolgens moest beslissen, deze voor hem zou kiezen. Van Buren haalde echter direct een meerderheid van stemmen. Zijn running mate Richard Mentor Johnson haalde net niet genoeg stemmen in het Kiescollege om vicepresident te worden, maar in het Huis van Afgevaardigden was dat vervolgens wel het geval.

Weer trok Tyler zich terug uit de politiek, maar hij keerde in 1838 alweer terug namens het Huis van Afgevaardigden van Virginia. In maart 1839 kwam er een zetel in de Senaat vacant, waarvoor Tyler een van de kandidaten was. Sommige partijgenoten bleven de zittende senator William Cabell Rives steunen en zo ontstond een impasse waardoor de Senaatszetel twee jaar lang leeg bleef.

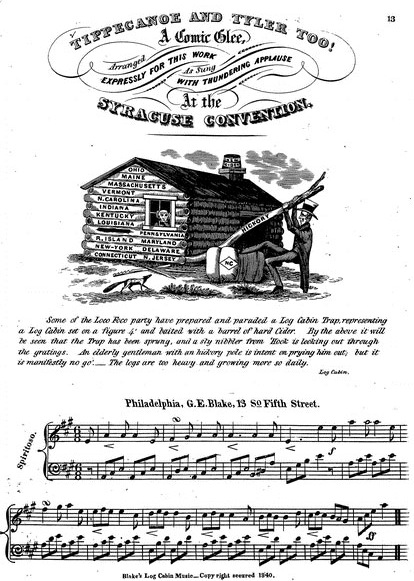
Een versie van het campagnelied van Harrison en Tyler in 1840, geschreven door Alexander C. Ross

In de aanloop naar de presidentsverkiezingen van 1840 was er in Amerika al drie jaar een economische crisis gaande, veroorzaakt door de Paniek van 1837. President Van Buren had geen einde weten te maken aan die crisis en dat kostte hem veel politieke steun. De Democratische Partij was opgesplitst in verschillende facties, waardoor voor de Whigs de weg naar het presidentschap open lag. Hun kandidaat zou waarschijnlijk de nieuwe president worden. Tijdens hun Nationale Conventie in 1839 in Harrisburg (Pennsylvania) koos de partij voor William Henry Harrison, die er van werd verdacht abolitionistische sympathieën te hebben. Als tegenwicht werd daarom de slaveneigenaar Tyler gekozen als zijn running mate, die bovendien afkomstig was uit een grote Zuidelijke staat. Pijnlijk was dat de gedelegeerden uit zijn eigen staat zich van stemming onthielden, vanwege het conflict rondom de vacante Senaatszetel. Harrison had sinds zijn overwinning in 1811 op de opstandige indianen als bijnaam Tippecanoe en het Whigs-duo voerde campagne met als slogan Tippecanoe and Tyler too. De daaropvolgende verkiezing werd inderdaad door hen gewonnen.
In de aanloop naar de vorming van een nieuw kabinet hield Tyler zich grotendeels afzijdig. Harrisons hoge leeftijd en kwakkelende gezondheid was al een thema tijdens de verkiezingscampagne en in de eerste weken van zijn presidentschap ging hij snel in gezondheid achteruit. Amper een maand later, op 4 april 1841 overleed Harrison. Tyler ontving het nieuws een dag later. De Amerikaanse Grondwet was er onduidelijk over wat precies de status van de vicepresident was wanneer de president zou overlijden. Het gedeelte daarover luidde: "Wanneer de president uit zijn ambt wordt ontzet, of wanneer hij overlijdt, ontslag neemt, of niet in staat is de machten en verplichtingen van zijn ambt te vervullen, zal dit ambt overgaan op de vicepresident". Het kabinet besloot dat Tyler zou worden aangeduid als "vicepresident optredend president", maar Tyler maakte daar meteen korte metten mee en koos voor de aanduiding president, waarmee hij aangaf dat hij dezelfde rol en status had als zijn voorgangers. Gedurende zijn termijn had een deel van de oppositie daar moeite mee en bleef hem aanduiden als de "optredend president". Maar brieven waarin hij met iets anders dan 'president' werd aangesproken, liet hij ongeopend terugsturen.
Tylers overgang van vice-president tot president was destijds omstreden. Het werd echter een precedent voor latere vice-presidenten, het Tyler-precedent genaamd. Elk van de zeven presidenten die na Harrison tijdens hun presidentschap stierven, werd opgevolgd door de vice-president. Pas in de twintigste eeuw werd het Tyler-precedent ook in de wet verankerd als het 25e amendement. In deze wet staat dat wanneer een president komt te overlijden, deze zal worden opgevolgd door de vice-president. Wanneer een president ziek wordt, of door overige omstandigheden niet in staat is om het land effectief te leiden, zal deze worden vervangen door de vice-president, die in dit geval enkel als "optredend president" zal acteren. Tyler heeft door zijn voorbeeld in de 19e eeuw dus het vice-presidentschap voor de rest van de Amerikaanse geschiedenis drastisch veranderd. Het vice-presidentschap, dat eerst als een oneervolle baan werd gezien, werd nu een belangrijk onderdeel van de Amerikaanse politiek.

### President

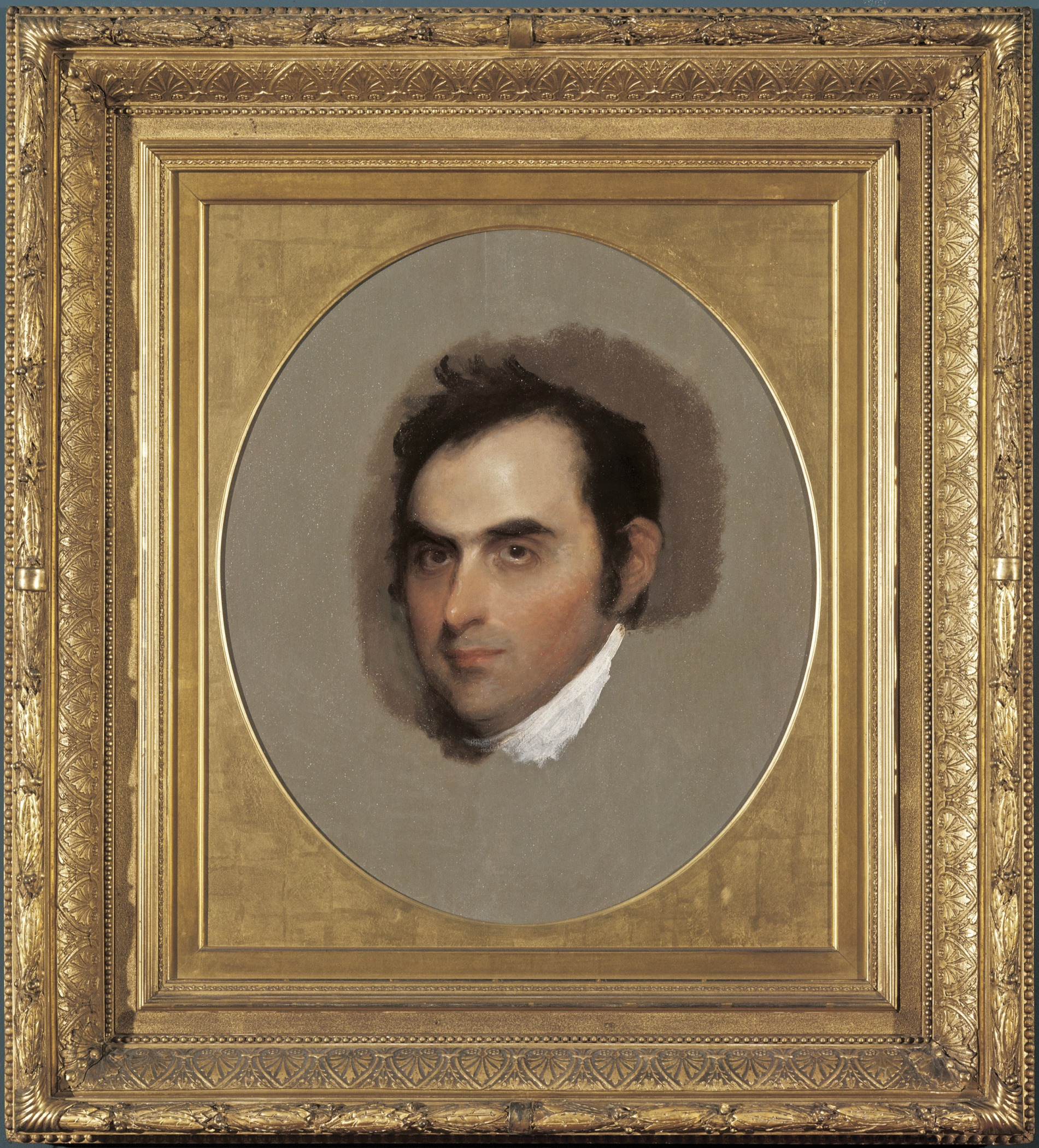
Daniel Webster, olieverfportret (1817 à 1820) door Gilbert Stuart, Hood Museum of Art, Hanover

Toen Tyler Harrison opvolgde stemde hij aanvankelijk in met wetten die zijn partijgenoten uit het Congres voorstelden. Hij kwam echter in botsing met de Whigs toen hij tweemaal zijn veto uitsprak over een wet om de Tweede Nationale Bank langer te laten voortbestaan. Die Tweede Nationale Bank was in 1816 bij wet opgericht en het voortbestaan van de bank moest via dezelfde weg worden verlengd. Tyler was echter fel tegenstander van de bank, die volgens hem de elites en grotere bedrijven te veel voordeel zou verschaffen ten opzichte van het "gewone volk". Op 11 september 1841 kwamen alle ministers een voor een Tylers kamer binnen om uit protest tegen de veto's hun ontslag in te dienen, dit met uitzondering van de minister van Buitenlandse Zaken Daniel Webster. Ze deden dat op aandrang van Henry Clay die hoopte dat Tyler daardoor gedwongen zou zijn af te treden en dan vervangen kon worden door Samuel L. Southard, de President pro tempore van de Senaat. Toen Tyler echter niet aftrad, werd hij uit de partij gezet. Zijn voormalige partijgenoten/Congresleden waren zo boos dat ze hem de fondsen weigerden voor de noodzakelijke reparaties aan het Witte Huis. In het jaar daarna botste de president opnieuw met het Congres toen hij tweemaal zijn veto uitsprak over nieuwe tariefwetten. Zijn voormalige partijgenoten onderzochten of ze hem konden afzetten door middel van een impeachmentprocedure, maar daarvoor ontbrak voldoende steun.

Tyler moest een nieuw kabinet vormen omdat het grootste deel van zijn ministers ontslag had genomen. Uit wroeging steunden de Whigs de meeste van de voorgedragen kandidaten niet. Vanwege het overlijden van twee leden van het Hooggerechtshof, Smith Thompson in 1843 en Henry Baldwin in 1844, mocht Tyler twee nieuwe kandidaten voordragen, maar zijn voordrachten werden tot viermaal toe afgewezen, vaker dan bij elke andere president in de geschiedenis van de Verenigde Staten. Clays bondgenoten wilden wachten tot deze zelf in 1844 tot president gekozen zou zijn om dan zijn eigen kandidaten te kunnen voordragen (in plaats van Clay won James Polk die verkiezingen). In februari 1845 ging het Congres alsnog akkoord met één voordracht, die van Samuel Nelson.

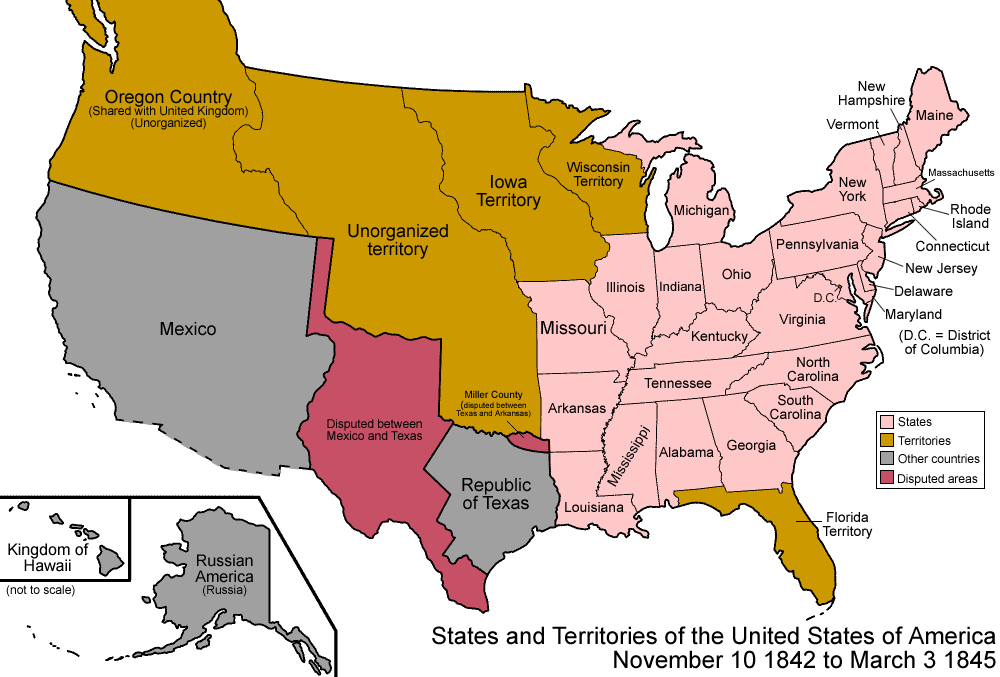
De Verenigde Staten van 10 november 1842 tot 3 maart 1845; Maine was net als staat gevormd en de grenzen van de Republiek Texas werden door Mexico betwist

De moeilijkheden die Tyler ondervond in de binnenlandse politiek stonden in schril contrast met zijn successen op buitenlands terrein. Hij was al lange tijd voorstander van vrijhandel en van expansie naar het Westen. Hij sloot een handelsakkoord met China en met de Zollverein, een vereniging van verschillende vrije Duitse staten. Hij liet Groot-Brittannië in 1842 weten dat zij moesten wegblijven van Hawaii. Daarmee startte een proces dat uiteindelijk zou leiden tot de Amerikaanse annexatie van de eilandengroep. Minister van Buitenlandse Zaken Webster sloot in 1842 het Webster-Ashburtonakkoord met Groot-Brittannië, waarmee de grens tussen Maine en Canada exact werd vastgelegd. Daarmee kwam een einde aan een conflict tussen de Verenigde Staten en Groot-Brittannië dat al meerdere keren bijna tot oorlog had geleid. Verder maakte de president in 1842 een einde aan de Tweede Seminole oorlog, een conflict met verschillende indianenstammen in Florida dat al sinds 1835 sleepte. Tyler was voorstander van gedwongen culturele assimilatie van de indianen.
Vrijwel meteen vanaf zijn aantreden zag Tyler de annexatie van de Republiek Texas als een belangrijk punt dat hij wilde bereiken. Texas had zich in 1836 onafhankelijk verklaard van Mexico, hoewel de Mexicanen het land nog steeds niet als een soevereine staat erkenden. De bevolking van Texas wilde zich bij de Verenigde Staten aansluiten, maar Tylers voorgangers Jackson en Van Buren waren daarin terughoudend geweest, omdat ze bang waren dat door de toetreding van een nieuwe Zuidelijke staat de spanningen rondom het onderwerp slavernij verder zouden toenemen. Minister van Buitenlandse Zaken Webster raadde Tyler aan hierin rustig aan te doen, maar vanaf 1843 maakte deze het tot speerpunt van zijn beleid. Hij zag het ook als enige mogelijkheid om in 1844, toen hij zonder partij was, als onafhankelijke kandidaat herkozen te worden. De president wist dat hij een minister van Buitenlandse Zaken nodig zou hebben die hem op dit punt steunde en verving daarom Webster door Hugh Legaré. Met hulp van zijn minister van Financiën John Spencer verving hij veel overheidsdienaren die tegen annexatie waren door voorstanders. In de lente van 1843 maakte hij een politieke tournee door het land om iets te doen tegen zijn afgenomen populariteit, maar tijdens de tournee ontving hij het nieuws van het plotselinge overlijden van Legaré. Als diens opvolger benoemde Tyler Abel Upshur.

Tyler en Upshur gingen onderhandelingen aan met de regering van Texas en beloofden militaire bescherming tegen Mexico. Volgens de Grondwet hadden ze daarvoor de instemming nodig van het Congres. De Noordelijke staten waren huiverig om een nieuwe slavenstaat toe te laten. Om de Noordelijke Congresleden onder druk te zetten verspreidde Upshur geruchten dat Groot-Brittannië ook toenadering zocht tot Texas.

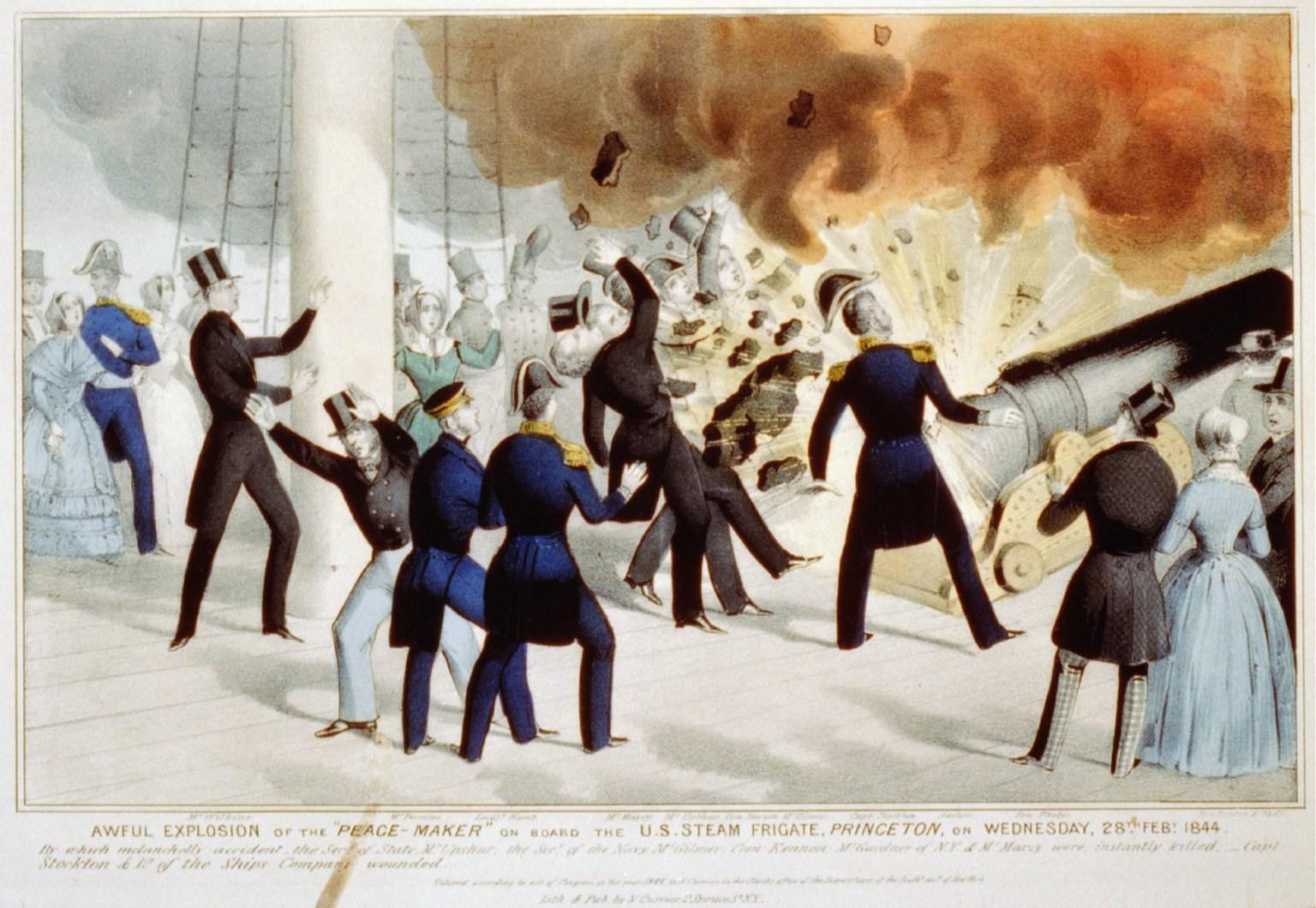
Ramp op de USS Princeton (28 februari 1844), handgekleurde lithografie door Currier & Ives

Het schip de USS Princeton werd in februari 1844 ingewijd. Een kanon was defect en explodeerde toen er voor de derde keer tijdens de boottocht een saluutschot zou worden afgevuurd. President Tyler bleef ongedeerd omdat hij benedendeks was, maar onder de doden waren minister van Buitenlandse Zaken Upshur, minister van de Marine Thomas Gilmer, Tylers persoonlijke slaaf Armistead en ook David Gardiner, vader van Tylers toenmalige verloofde en latere tweede vrouw Julia Gardiner.
De president benoemde in maart 1844 oud-vicepresident John C. Calhoun als minister van Buitenlandse Zaken, wat later gezien werd als een politieke blunder. Calhoun was een uitgesproken voorstander van slavernij, waardoor het veel lastiger was om van de Noordelijke Congresleden steun te krijgen voor de annexatie van Texas. Clay (Whig) en oud-president Van Buren (Democraat) waren beiden op dat moment de meest waarschijnlijke presidentskandidaat voor hun partij en besloten na gezamenlijk overleg zich beiden uit te spreken tegen annexatie. Tyler stuurde het annexatieverdrag in april 1844 ter ratificatie naar de Senaat, hoewel hij voorzag dat het niet goedgekeurd zou worden. Van Buren had echter door zijn actie de Zuidelijke Democraten tegen zich in het harnas gejaagd en was daarmee voor een deel van de partij niet meer acceptabel als presidentskandidaat. De Democraten wezen uiteindelijk de relatief onbekende James Polk, voorstander van annexatie, aan als hun kandidaat. Oud-president Jackson haalde Polk over om Tyler toe te laten tot de Democratische Partij. Polk stemde daarmee in en Tyler trok zich vervolgens terug als presidentskandidaat. In de novemberverkiezingen versloeg Polk Clay met een kleine marge. Eind februari 1845 stemden het Huis van Afgevaardigden, met een ruime meerderheid, en de Senaat, met 27 stemmen voor en 25 stemmen tegen, in met de annexatie van Texas. Drie dagen voor zijn aftreden ondertekende Tyler de annexatiewet.

### Latere jaren
Na zijn presidentschap verliet Tyler de politieke arena en bracht veel tijd door op zijn plantage in Virginia. In februari 1861 trad hij nog eenmaal op de voorgrond tijdens zijn deelname aan een vredesconferentie in Washington D.C. aan de vooravond van de Amerikaanse Burgeroorlog. Hij hoopte dat er een compromis gesloten kon worden, maar toen de voorstellen van de conferentie door het Congres werden afgewezen zag Tyler afsplitsing van alle Zuidelijke staten als enige optie. Toen er oorlog uitbrak ging Tyler mee met het besluit van zijn staat Virginia dat zich bij de Geconfedereerde Staten van Amerika voegde. Hij werd gekozen als lid van het Geconfedereerde Huis van Afgevaardigden en vertrok begin januari 1862 naar de nieuwe hoofdstad Richmond om de openingssessie bij te wonen. Dat kwam er niet meer van, want hij overleed kort na aankomst in Richmond. Tyler stierf op 18 januari 1862 op 71-jarige leeftijd aan de gevolgen van bronchitis. Tegen zijn dokter zei hij: "Dokter, ik ga. Misschien is dat maar het beste ook".

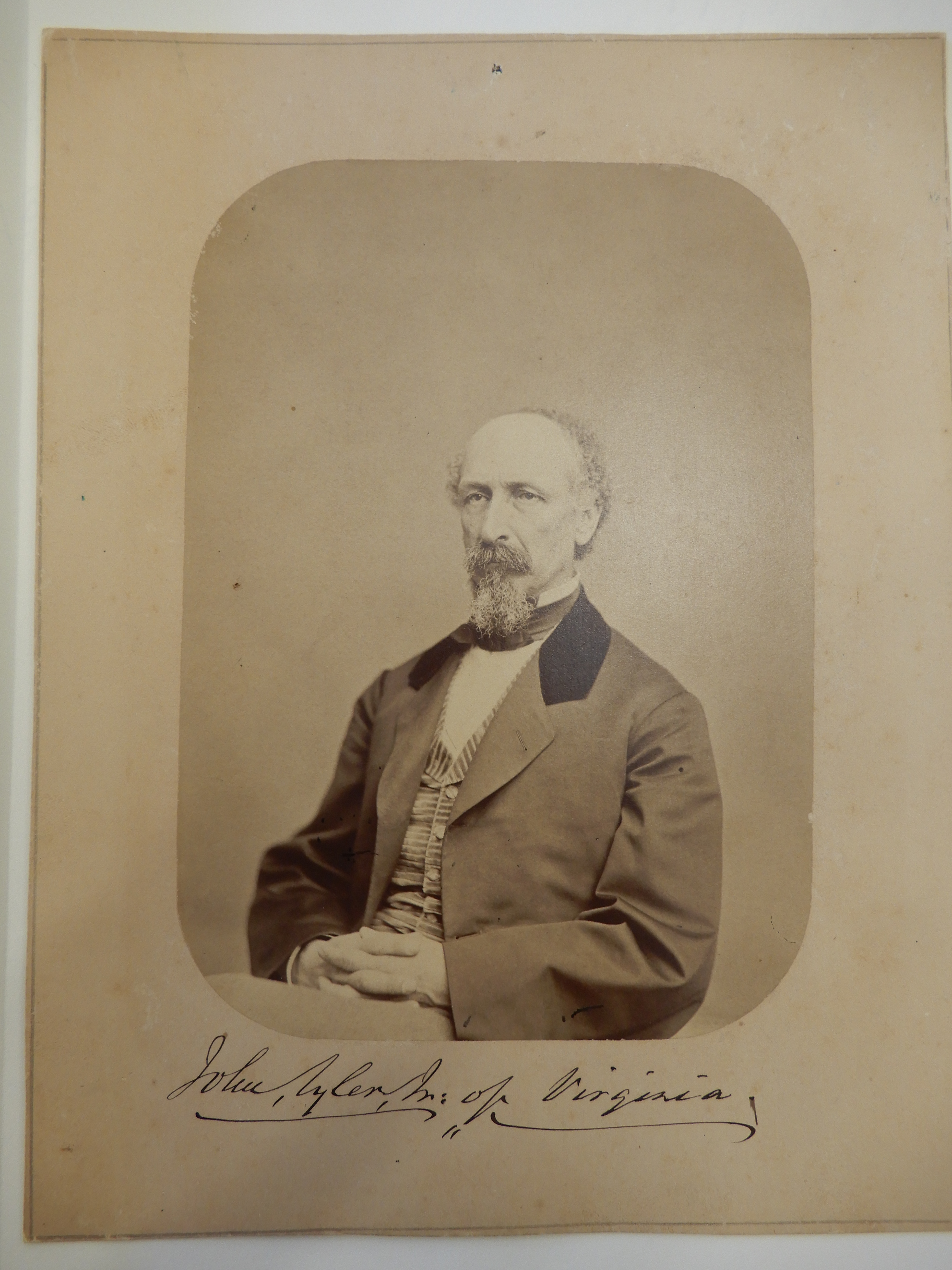
John Tylers gelijknamige zoon, ca. 1875

Tyler had een eenvoudige begrafenis gewenst, maar de president van de Confederatie Jefferson Davis organiseerde een grote staatsbegrafenis waarmee Tyler werd afgeschilderd als held van de nieuwe natie. Hij was de enige Amerikaanse president die begraven werd onder een niet-Amerikaanse vlag, op Hollywood Cemetery in Richmond.

## Gezinsleven
In zijn beide huwelijken samen had Tyler meer kinderen dan welke andere Amerikaanse president ook. Zijn eerste vrouw was Letitia Christian (1790-1842), waarmee hij acht kinderen kreeg. Ze overleed op 10 september 1842 in het Witte Huis aan de gevolgen van een beroerte. Hun zoon John Tyler Jr. (1819-1896) was een invloedrijk politicus en privésecretaris van zijn vader tijdens diens presidentschap.
Op 26 juni 1844 hertrouwde Tyler, met Julia Gardiner, zij kregen samen zeven kinderen.
Tyler en zijn op een na jongste zoon Lyon (1853-1935) hertrouwden beiden met veel jongere vrouwen, met als uitzonderlijk gevolg dat bijvoorbeeld Johns jongste dochter Pearl (1860-1947) pas 157 jaar na de geboorte van haar vader overleed. Haar broer Lyon had een zoon, Harrison Ruffin Tyler (9 november 1928-25 mei 2025), die pas 235 jaar na de geboorte van zijn grootvader overleed.

## Kabinetsleden onder Tyler
| Kabinetsleden     | Ministerie         | Periode     | Bijzonderheden                                                               |
| ----------------- | ------------------ | ----------- | ---------------------------------------------------------------------------- |
| Daniel Webster    | Buitenlandse Zaken | 1841 - 1843 | Idem onder Harrison + Buitenlandse Zaken onder Fillmore                      |
| John Bell         | Oorlog             | 1841        | Idem onder Harrison                                                          |
| Thomas Ewing      | Financiën          | 1841        | Idem onder Harrison + Binnenlandse Zaken onder Taylor + Fillmore             |
| John Crittenden   | Justitie           | 1841        | Idem onder Harrison + Fillmore                                               |
| George Badger     | Marine             | 1841        | Idem onder Harrison                                                          |
| Francis Granger   | Posterijen         | 1841        | Idem onder Harrison                                                          |
| John C. Spencer   | Oorlog             | 1841 - 1843 |                                                                              |
|                   | Financiën          | 1843 - 1844 |                                                                              |
| Walter Forward    | Financiën          | 1841 - 1843 |                                                                              |
| Hugh Legare       | Justitie           | 1841 - 1843 |                                                                              |
| Abel Upshur       | Marine             | 1841 - 1843 |                                                                              |
|                   | Buitenlandse Zaken | 1843 - 1844 |                                                                              |
| Charles Whikliffe | Posterijen         | 1841 - 1845 |                                                                              |
| James Parker      | Oorlog             | 1843 - 1844 |                                                                              |
| John Nelson       | Justitie           | 1843 - 1845 |                                                                              |
| David Henshaw     | Marine             | 1843 - 1844 |                                                                              |
| Thomas Gilmer     | Marine             | 1844        |                                                                              |
| John Calhoun      | Buitenlandse Zaken | 1844 - 1845 | vicepresident onder J.Q.Adams + Jackson + minister van Defensie onder Monroe |
| William Wilkins   | Oorlog             | 1844 - 1845 |                                                                              |
| George Bibb       | Financiën          | 1844 - 1845 |                                                                              |
| John Y. Mason     | Marine             | 1844 - 1845 | Idem + Justitie onder Polk                                                   |

## Galerij

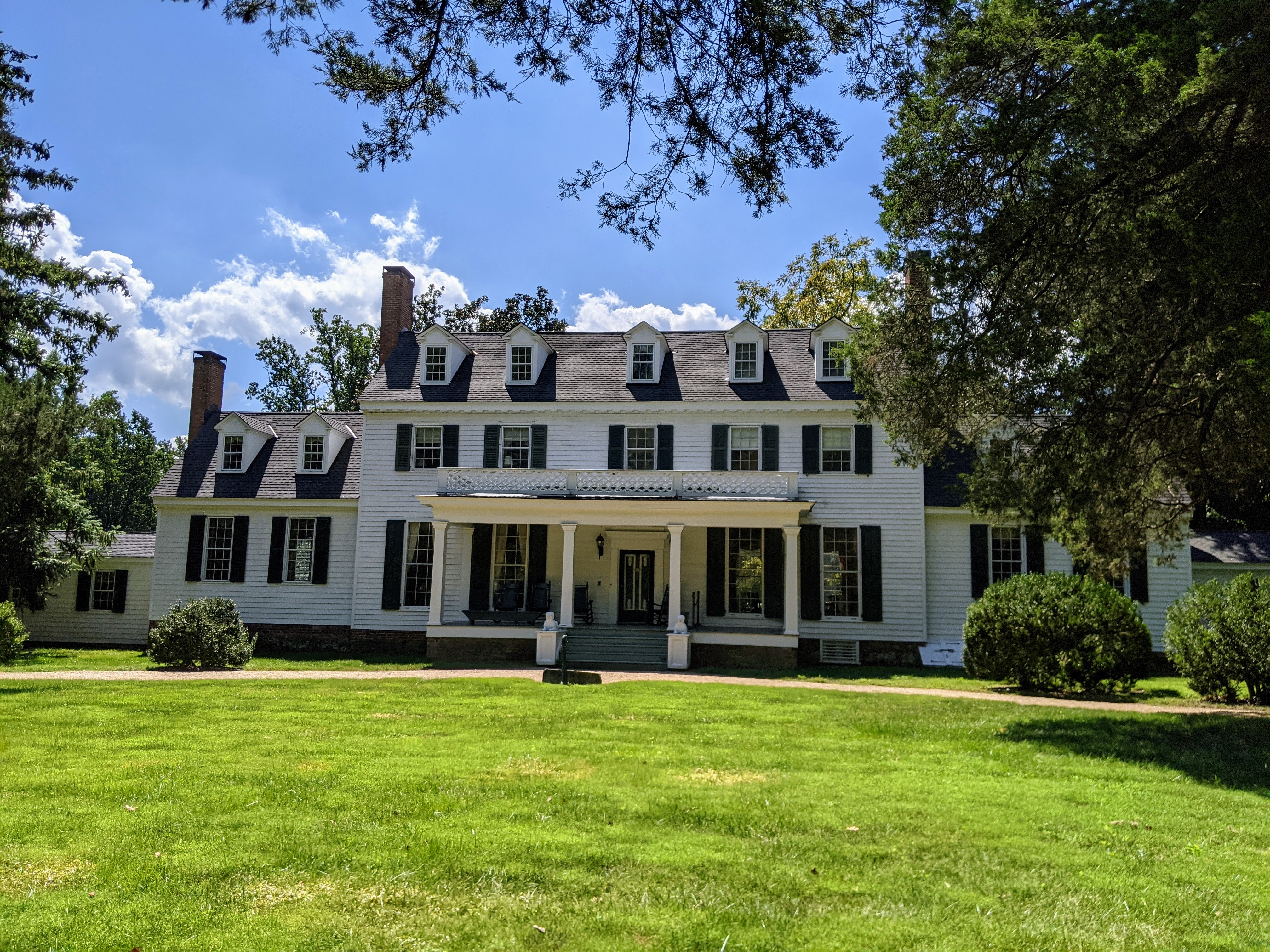
Sherwood Forest, Tylers plantage in Virginia in 2021
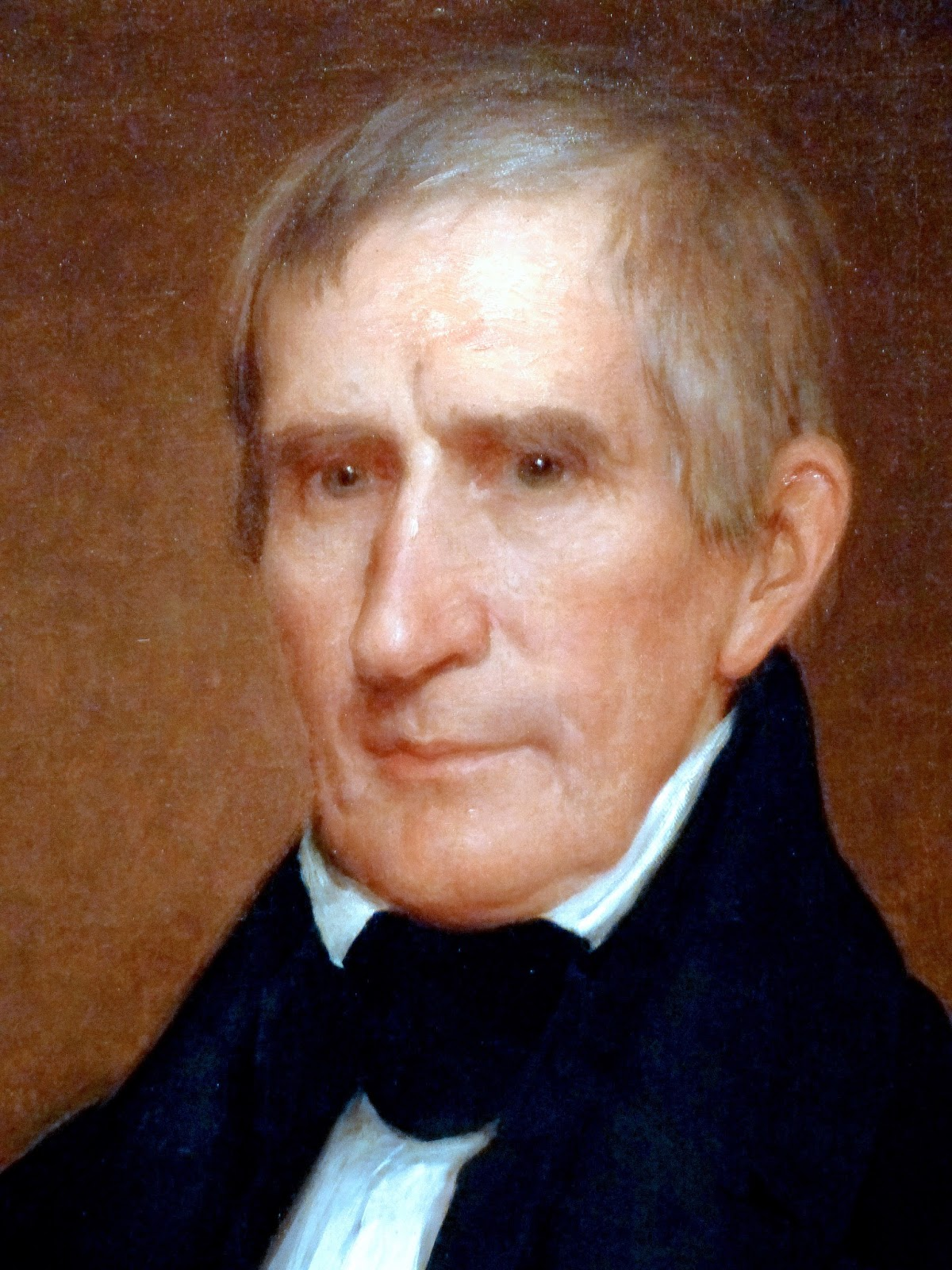
William Henry Harrison in 1840, detail schilderij door Albert Gallatin Hoit
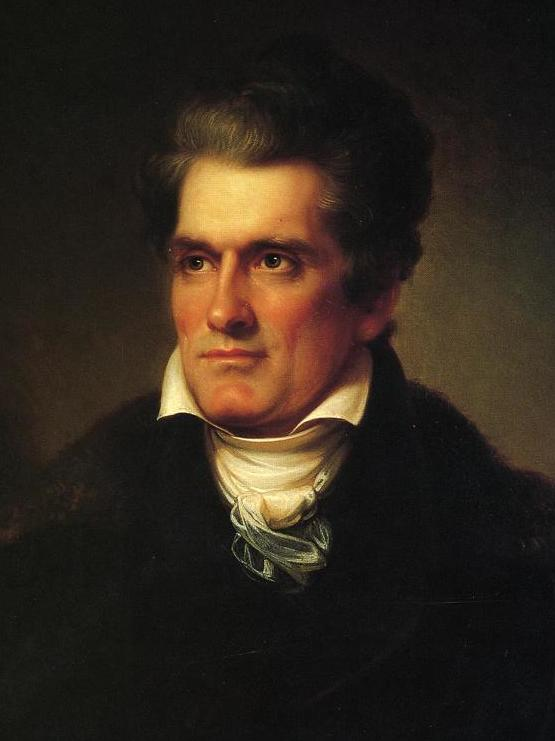
John C. Calhoun, portret (1834) door Rembrandt Peale, Gibbes Museum of Art, Charleston
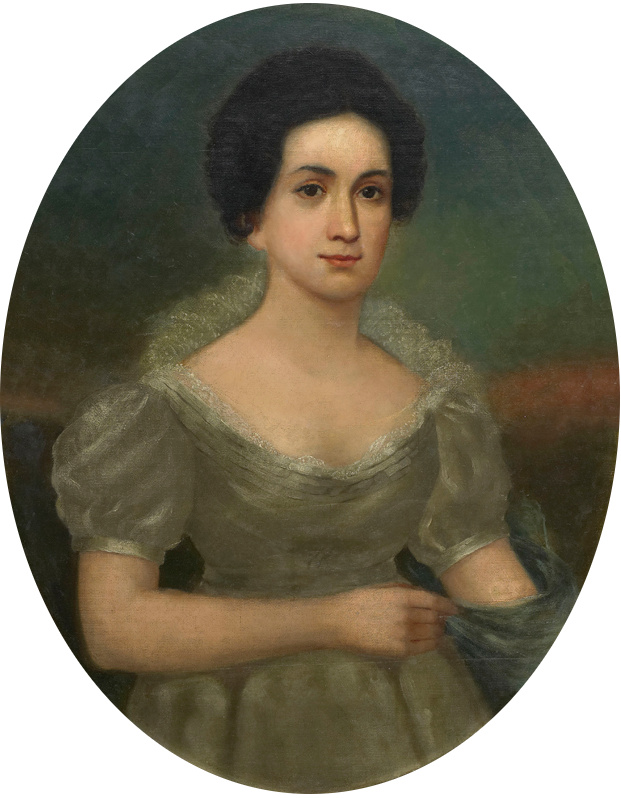
Letitia Christian Tyler, olieverfportret door een onbekende schilder
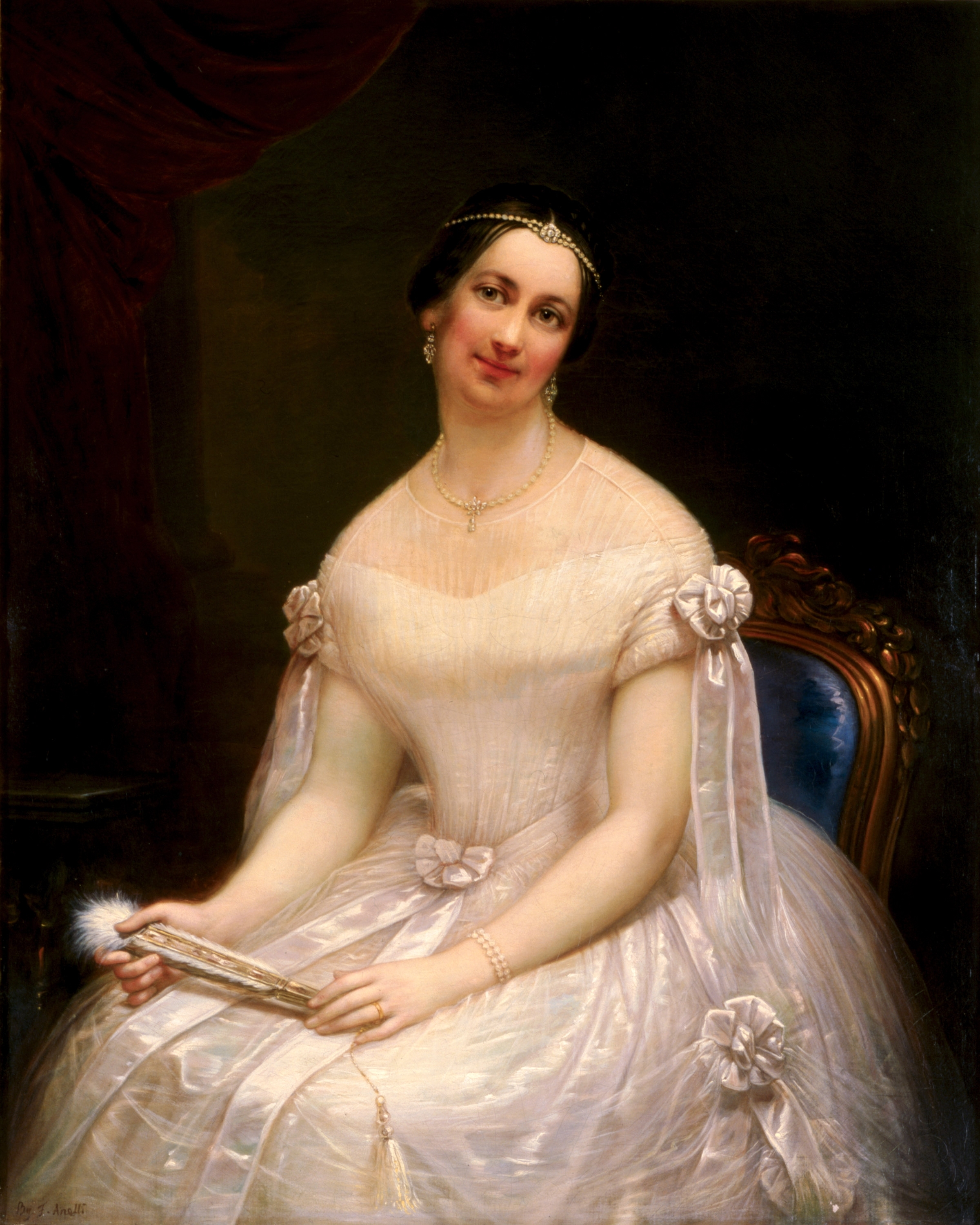
Julia Gardiner Tyler, olieverfschilderij (ca. 1847) door Francesco Anelli
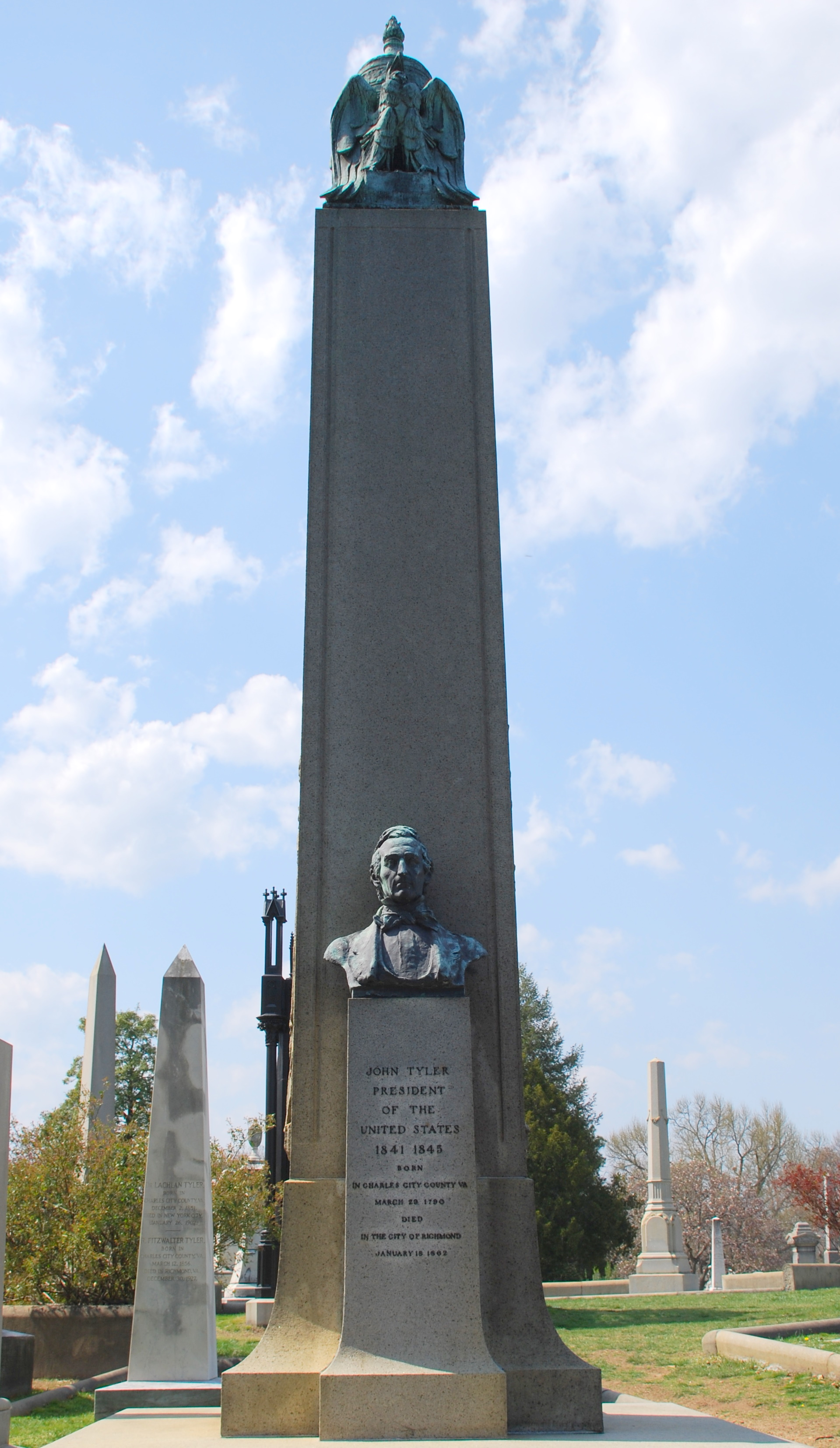
Tylers graf op Hollywood Cemetery in Richmond

Washington ·
J. Adams ·
Jefferson ·
Madison ·
Monroe ·
J.Q. Adams ·
Jackson ·
Van Buren ·
W.H. Harrison ·
Tyler ·
Polk ·
Taylor ·
Fillmore ·
Pierce ·
Buchanan ·
Lincoln ·
A. Johnson ·
Grant ·
Hayes ·
Garfield ·
Arthur ·
Cleveland ·
B. Harrison ·
Cleveland ·
McKinley ·
T. Roosevelt ·
Taft ·
Wilson ·
Harding ·
Coolidge ·
Hoover ·
F.D. Roosevelt ·
Truman ·
Eisenhower ·
Kennedy ·
L.B. Johnson ·
Nixon ·
Ford ·
Carter ·
Reagan ·
G.H.W. Bush ·
Clinton ·
G.W. Bush ·
Obama ·
Trump · 
Biden ·
Trump
Adams ·
Jefferson ·
Burr ·
Clinton ·
Gerry ·
Tompkins ·
Calhoun ·
Van Buren ·
R.M. Johnson ·
Tyler ·
Dallas ·
Fillmore ·
King ·
Breckinridge ·
Hamlin ·
A. Johnson ·
Colfax ·
Wilson ·
Wheeler ·
Arthur ·
Hendricks ·
Morton ·
Stevenson ·
Hobart ·
Roosevelt ·
Fairbanks ·
Sherman ·
Marshall ·
Coolidge ·
Dawes ·
Curtis ·
Garner ·
Wallace ·
Truman ·
Barkley ·
Nixon ·
L.B. Johnson ·
Humphrey ·
Agnew ·
Ford ·
Rockefeller ·
Mondale ·
Bush ·
Quayle ·
Gore ·
Cheney ·
Biden ·
Pence ·
Harris ·
Vance
- Bibsys: 1483107587914
- Biblioteca Nacional de España: XX5301975
- Bibliothèque nationale de France: cb121844877 (data)
- Gemeinsame Normdatei: 118803034
- International Standard Name Identifier: 0000 0000 8098 4900
- Library of Congress Control Number: n50081085
- National Archives and Records Administration: 10580347
- Nationale Bibliotheek van Tsjechië: ola2007404523
- Nationale bibliotheek van Australië: 35298803
- Nationale Bibliotheek van Israël: 987007279070305171
- Nationale Bibliotheek van Polen: a0000002626298
- Nederlandse Thesaurus van Auteursnamen: 088688666
- SNAC: w6sv8cp4
- Système universitaire de documentation: 076003574
- Trove: 902649
- Biographical Directory of the United States Congress: T000450
- Virtual International Authority File: 19722306
- WorldCat: E39PBJdWMbQtRGMQx67rdTHcT3